# (4080) Galinskij
(4080) Galinskij (1983 PW) – planetoida z pasa głównego asteroid okrążająca Słońce w ciągu 3,25 lat w średniej odległości 2,19 j.a. Odkryta 4 sierpnia 1983 roku.